# Saint-Gelais

Saint-Gelais este o comună în departamentul Deux-Sèvres, Franța. În 2009 avea o populație de 1,733 de locuitori.